# Zawód rolnika w Polsce
Zawód rolnika w Polsce – szeroko rozumiane pojęcie obejmujące grupę zawodową rolników indywidualnych, kierujących gospodarstwem rolnym i legitymujących się kwalifikacjami rolniczymi, jak i kadrę instruktorsko-doradczą i kierowniczą (menedżerską) przygotowaną do zawodu w systemie szkolnictwa rolniczego.

## Zawód rolnika w ujęciu historycznym
Praca w rolnictwie charakteryzuje się najdłuższą tradycją. Praca rolnika stanowiła podstawę funkcjonowania społeczeństwa i bytu ludności rolniczej. W okresie międzywojennym pracę w rolnictwie nie była traktowana jako zawód. W gospodarstwach wielkoobszarowych funkcje kierownicze sprawował właściciel lub zatrudniony przez niego zarządca, agronom, ekonom, administrator, dzierżawca itp.

## Interpretacja zawodu rolnika w prawodawstwie polskim
W polskim prawie w zakresie rolnictwa obowiązuje kilka niezależnych od siebie, a przy tym odmiennych zakresowo definicji określających osoby wykonujące zawód rolnika. W ustawodawstwie występują zamiennie pojęcia zawodu rolnika, który definiuje się jako producent rolny, użytkownik, dzierżawca, samoistny posiadacz, osoba prawna. Użyte nazewnictwo występuje w zależności od zakresu spraw, które regulują poszczególne ustawy. W ustawach z zakresu rolnictwa definicje określające zawód rolnika zostały stworzone na potrzeby danej regulacji i składają się one z elementów istotnych tylko dla danej ustawy.

### Zawód rolnika definiowany przez ubezpieczenia społeczne rolników
W ustawie z 1990 r. o ubezpieczeniach społecznych rolników, przez rolnika rozumie się pełnoletnią osobę fizyczną, prowadzącą osobiście i na własny rachunek działalność rolniczą. Otrzymanie renty czy emerytury nie było uwarunkowane legitymizowaniem się kwalifikacjami rolniczymi.

### Zawód rolnika w świetle ustawy o kształtowaniu ustroju rolnego
W ustawie z 2003 r. o kształtowaniu ustroju rolnego określono, że za rolnika indywidualnego uważa się osobę fizyczną będącą właścicielem, użytkownikiem wieczystym, samoistnym posiadaczem lub dzierżawcą nieruchomości rolnych, których łączna powierzchnia użytków rolnych nie przekracza 300 ha. Ponadto powinien posiadać kwalifikacje rolnicze, zamieszkiwać w gminie (5 lat), zaś gospodarstwo rolne powinno być prowadzone osobiście przez właściciela.
Zgodnie z ustawą o kształtowaniu ustroju rolnego uważa się, że osoba fizyczna posiada kwalifikacje rolnicze, jeżeli uzyskała:
- wykształcenie rolnicze zasadnicze zawodowe, zasadnicze branżowe, średnie, średnie branżowe lub wyższe, lub
- tytuł kwalifikacyjny lub tytuł zawodowy, lub tytuł zawodowy mistrza w zawodzie przydatnym do prowadzenia działalności rolniczej i posiada co najmniej 3-letni staż pracy w rolnictwie, lub
- wykształcenie wyższe inne niż rolnicze i posiada co najmniej 3-letni staż pracy w rolnictwie albo wykształcenie wyższe inne niż rolnicze i ukończone studia podyplomowe w zakresie związanym z rolnictwem, albo wykształcenie średnie lub średnie branżowe inne niż rolnicze i posiada co najmniej 3-letni staż pracy w rolnictwie, lub
- wykształcenie podstawowe, gimnazjalne, zasadnicze zawodowe lub zasadnicze branżowe inne niż rolnicze i posiada co najmniej 5-letni staż pracy w rolnictwie.

## Zawód rolnika w systemie kształcenia rolniczego
Do zawodu rolnika przygotowują uczelnie rolnicze o statusie uniwersyteckim oraz średnie (techniczne) szkoły rolnicze. W kraju występuje sześć uniwersytetów o charakterze rolniczym (Warszawa, Bydgoszcz, Kraków, Poznań, Lublin, Wrocław) oraz cztery uniwersytety dysponującymi wydziałami rolniczymi (Siedlce, Szczecin, Olsztyn, Rzeszów). Szkolnictwo średnie reprezentowane jest przez 59 szkół rolniczych, dla których organem założycielski jest resort rolnictwa. Niektóre zawody rolnicze realizowane są w średnich szkołach podległych kuratorium oświaty.

### Zawód rolnika według kwalifikacji zawodowych na potrzeby rynku pracy
Według rozporządzenia z 2018 r. Minister Rodziny, Pracy i Polityki Społecznej w sprawie klasyfikacji zawodów i specjalności na potrzeby rynku pracy, wprowadził następujących specjalistów w zakresie rolnictwa, leśnictwa i nauk pokrewnych (nr kwalifikacji 2132):
- doradca rolniczy,
- gleboznawca,
- inżynier leśnictwa,
- inżynier ogrodnictwa,
- inżynier rolnictwa,
- inżynier rybactwa,
- inżynier zootechniki,
- klasyfikator gruntów,
- rzeczoznawca rolniczy,
- pozostali specjaliści w zakresie rolnictwa, leśnictwa i pokrewni.

Wśród zawodów – technik rolnictwa i pokrewni wymieniono (nr kwalifikacji 3142):
- laborant nasiennictwa,
- technik architektury krajobrazu,
- technik hodowca koni,
- technik hodowca zwierząt,
- technik ogrodnik,
- technik pszczelarz,
- technik rolnik,
- technik rybactwa śródlądowego,
- pozostali technicy rolnictwa i pokrewni.